# Talaja
Talaja là một thành phố và khu đô thị của quận Bhavnagar thuộc bang Gujarat, Ấn Độ.

## Địa lý
Talaja có vị trí 21°21′B 72°03′Đ / 21,35°B 72,05°Đ Nó có độ cao trung bình là 19 mét (62 feet).

## Nhân khẩu
Theo điều tra dân số năm 2001 của Ấn Độ, Talaja có dân số 26.187 người. Phái nam chiếm 51% tổng số dân và phái nữ chiếm 49%. Talaja có tỷ lệ 62% biết đọc biết viết, cao hơn tỷ lệ trung bình toàn quốc là 59,5%: tỷ lệ cho phái nam là 68%, và tỷ lệ cho phái nữ là 55%. Tại Talaja, 15% dân số nhỏ hơn 6 tuổi.